# NGC 5136
NGC 5136 est une galaxie elliptique située dans la constellation de la Vierge. Sa vitesse par rapport au fond diffus cosmologique est de 6 915 ± 20 km/s, ce qui correspond à une distance de Hubble de 102,0 ± 7,2 Mpc (∼333 millions d'al). NGC 5136 a été découverte par l'astronome germano-britannique William Herschel en 1784. Cette galaxie a aussi été observée par l'astronome américain Lewis Swift le 3 mai 1889 et elle a été inscrite à l'Index Catalogue sous la cote IC 888.
À ce jour, une mesure non basée sur le décalage vers le rouge (redshift) donne une distance d'environ 80,800 Mpc (∼264 millions d'al). Cette valeur est à l'extérieur des valeurs de la distance de Hubble. Notons que c'est avec la valeur moyenne des mesures indépendantes, lorsqu'elles existent, que la base de données NASA/IPAC calcule le diamètre d'une galaxie et qu'en conséquence le diamètre de NGC 5136 pourrait être d'environ 41,4 kpc (∼135 000 al) si on utilisait la distance de Hubble pour le calculer.